# Bryce Young
Bryce Christopher Young (Filadelfia, Pensilvania, 25 de julio de 2001) es un jugador de fútbol americano que juega en la posición de quarterback para los Carolina Panthers de la National Football League (NFL).
Jugó fútbol americano universitario para Alabama Crimson Tide, estableciendo el récord universitario de más yardas aéreas en un solo partido (559) y ganando varios premios al jugador del año en 2021, incluido el Trofeo Heisman. Fue escogido con la primera selección global por los Panthers en el draft de la NFL de 2023.

## Biografía
Nació el 25 de julio de 2001 en Filadelfia, Pensilvania. Se mudó a Pasadena, California, donde vivió la mayor parte de su adolescencia. Young asistió a Cathedral High School en Los Ángeles y se cambió a Mater Dei High School en Santa Ana, California, en 2018.
En su último año, fue el Jugador del Año de Los Angeles Times y el Jugador del Año de California después de lograr 4,528 yardas 58 touchdowns. También fue el Jugador Ofensivo del Año de Escuela Secundaria de USA Today. Durante su carrera en la escuela secundaria, logró completar pases para un total de 13,520 yardas y 152 touchdowns y fue un jugador cinco estrellas clasificado como el quarterback más prometeor de la nación y el segundo jugador en general. Después de comprometerse para jugar con USC, finalmente se decidió por Alabama.

## Carrera

### Universidad

#### Primer año

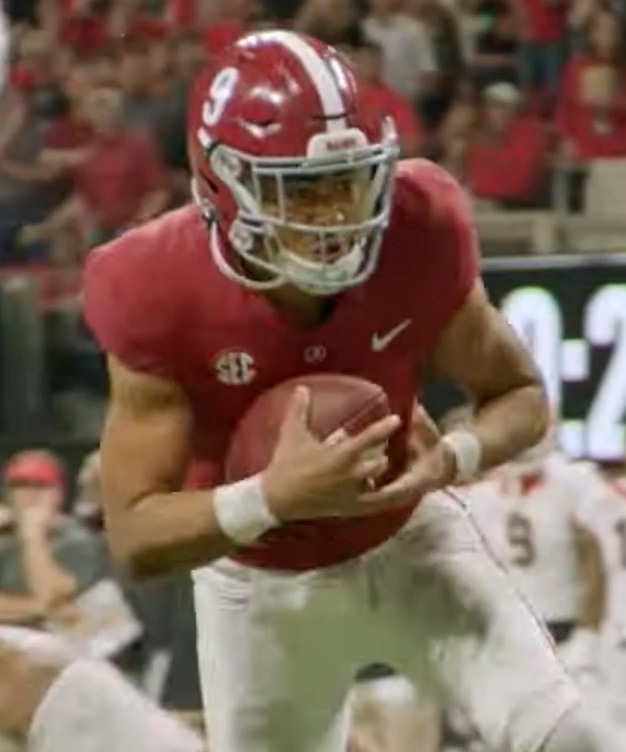
Young con Alabama en 2021

En la temporada 2020, durante su primer año en Alabama, fue reserva del quarterback junior Mac Jones. El 26 de septiembre de 2020, hizo su debut universitario al final del tercer cuarto contra Missouri en Faurot Field. Esa noche, completó 5 de 8 pases para 54 yardas aéreas y 2 yardas terrestres en cuatro intentos. El 21 de noviembre, logró su primer pase de touchdown en la victoria por 63-3 sobre Kentucky. Jugó en nueve partidos de 2020, terminando la temporada con 156 yardas aéreas y un touchdown.

#### Segundo año
El 4 de septiembre de 2021, hizo su debut como quarterback titular de Alabama. En la victoria por 44-13 sobre los Miami Hurricanes, completó pases para un total de 344 yardas y 4 touchdowns.
El 20 de noviembre, contra Arkansas, lanzó para 559 yardas para romper el récord universitario de Alabama de yardas aéreas en un partido. El récord anterior lo tenía Scott Hunter.
Ganó el Trofeo Heisman tras finalizar la temporada 2021, convirtiéndose en el primer quarterback de Alabama en ganar el premio. Además del Trofeo Heisman, ganó el AP Jugador del Año, el Davey O'Brien Award, el Manning Award, el Maxwell Award, SEC Jugador Ofensivo del Año y fue Jugador All-American consensuado.
En total lanzó para 4,872 yardas, 47 pases de touchdown y 7 intercepciones junto con tres touchdowns terrestres en 15 encuentros. Lideró la SEC en yardas aéreas y touchdowns aéreos en la temporada 2021.

### Tercer año
Comenzó su temporada junior con 195 yardas aéreas y 5 touchdowns aéreos que complementó con 5 acarreos para 100 yardas terrestres y 1 touchdown terrestre en la victoria 55-0 sobre Utah State. En su tercer año, llevó a Crimson Tide a un récord de 11-2, incluida una victoria por 45-20 sobre Kansas State en la Sugar Bowl de 2022. Terminó sexto en la votación del Trofeo Heisman. Logró pases para un total de 3,328 yardas, 32 pases de touchdown y 5 intercepciones y 49 acarreos para 185 yardas terrestres y 4 touchdowns terrestres en 12 partidos. El 2 de enero de 2023, anunció que renunciaría a su temporada senior y entraría en el draft de la NFL de 2023, fue oficialmente nombrado titular por el entrenador en jefe de los Carolina Panthers, Frank Reich. El anuncio se realizó en julio de 2023, antes del inicio de la temporada 2023/2024 de la NFL.

#### Estadísticas universitarias
| Temporada | Equipo  | Partidos | Partidos | Partidos | Pases | Pases | Pases      | Pases  | Pases    | Pases | Pases | Pases | Carrera | Carrera | Carrera  | Carrera | Carrera |
| Temporada | Equipo  | GP       | GS       | Récord   | Cmp   | Att   | Porcentaje | Yardas | Promedio | TD    | Int   | Rtg   | Att     | Yardas  | Promedio | TD      |         |
| --------- | ------- | -------- | -------- | -------- | ----- | ----- | ---------- | ------ | -------- | ----- | ----- | ----- | ------- | ------- | -------- | ------- | ------- |
| 2020      | Alabama | 7        | 0        | —        | 13    | 22    | 59.1       | 156    | 7.1      | 1     | 0     | 133.7 | 9       | -23     | -2.6     | 0       |         |
| 2021      | Alabama | 15       | 15       | 13−2     | 367   | 548   | 67.0       | 4,872  | 8.9      | 47    | 7     | 167.4 | 81      | 0       | 0.0      | 3       |         |
| 2022      | Alabama | 12       | 12       | 10−2     | 245   | 380   | 64.5       | 3,328  | 8.8      | 32    | 5     | 163.2 | 49      | 185     | 3.8      | 4       |         |
| Carrera   | Carrera | 34       | 27       | 23−4     | 624   | 949   | 65.8       | 8,356  | 8.8      | 80    | 12    | 165.0 | 139     | 162     | 1.2      | 7       |         |

### Profesional
Fue seleccionado por los Carolina Panthers como la primera selección general en el draft de la NFL de 2023. Los Panthers, que originalmente tenían la novena elección general, cambiaron su elección original de primera ronda, el wide receiver DJ Moore, y  otras varias selecciones de draft con los Chicago Bears para pasar a primera ronda.